# Musée des sciences d'Osaka
Le Musée des sciences d'Osaka (大阪市立科学館, Ōsaka shiritsu kagakukan) est un musée scientifique situé sur l'île Nakano-shima, dans l'arrondissement Kita-ku, à Osaka. Il a ouvert en 1989; sa construction avait été décidée pour célébrer le 100e anniversaire de la ville d'Osaka. Kansai Electric fit un don de 6.5 milliards de yens pour financer la construction de son bâtiment. Il a pour thème "L'univers et l’énergie"
Un musée similaire avait été ouvert en 1937, sous le nom de "Musée municipal de la science et de l'électricité". C’était alors le premier musée scientifique et le premier planétarium du Japon.
Réparties sur quatre étages, les collections permanentes consistent en 200 unités, principalement des objets interactifs d'exposition scientifique. Chaque étage a un thème différent.

Intérieur du Musée des sciences d'Osaka.

En outre, le musée possède un planétarium, rénové en 2004, de 26,5 m de rayon, ce qui en fait le cinquième plus grand au monde, ainsi qu'un cinéma Omnimax.
Hideki Yukawa élabora sa théorie des mésons à l'emplacement actuel du musée, lorsque l'endroit faisait partie de l’université d'Osaka.